# György Kmety

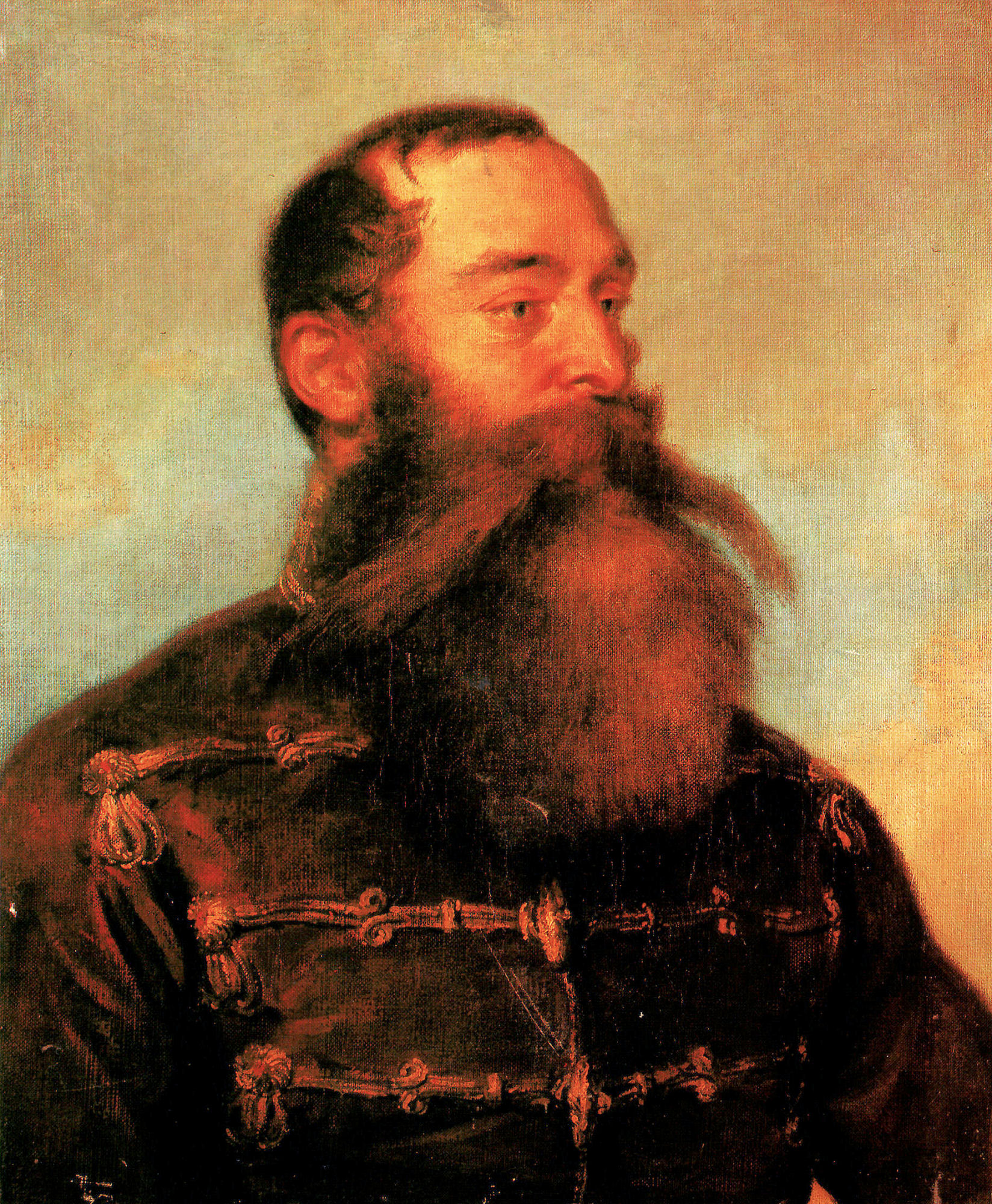
György Kmety, Gemälde von Károly Brocky, 1850

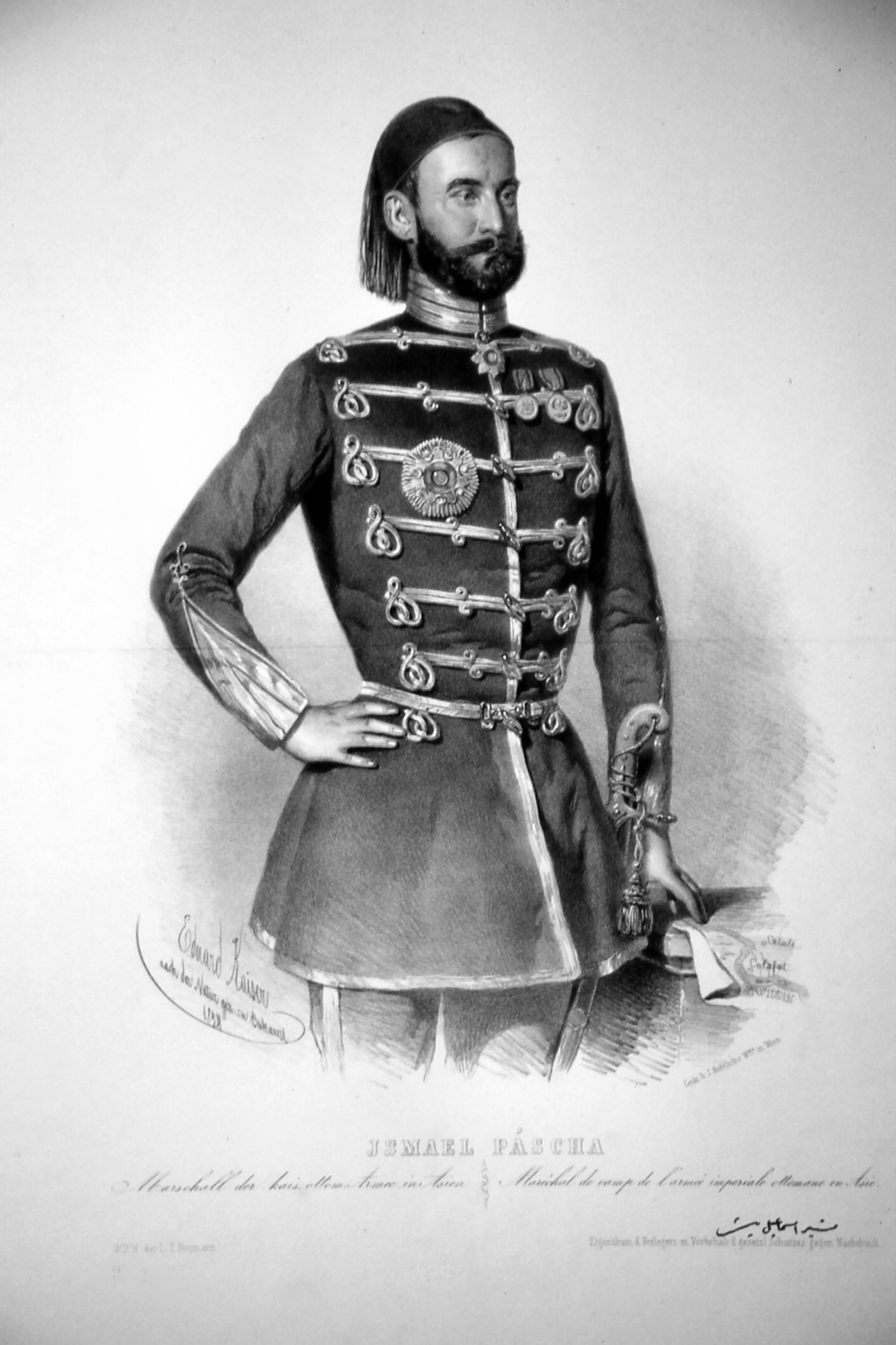
Ismael Pascha, Lithographie von Eduard Kaiser, 1864

György Kmety (* 24. Mai 1813 in Felsőpokorágy bei Rimaszombat, Komitat Gemer und Kleinhont; † 25. April 1865 in London) war ein Offizier, der als ungarischer Freiheitskämpfer und nach dem Scheitern der Märzrevolution 1848/49 in Diensten des osmanischen Reichs kämpfte.

## Leben
Kmety besuchte das Kollegium in Eperies und das evangelische Lyceum in Breslau, um sich zum theologischen Studium vorzubereiten, trat aber in das Militär ein und wurde beim Ausbruch der ungarischen Revolution kapitány.
Er schloss sich derselben an, avancierte bald zum ezredes und nahm als Divisionskommandeur der oberen Donauarmee unter Artúr Görgei an dessen Feldzug im Januar und Februar 1849 teil. Er kämpfte Ende Februar 1849 beim 7. Korps in der Schlacht bei Kápolna und zerschlug am 13. Juni eine österreichische Brigade unter Generalmajor Franz Salomon Wyss bei Csorna. Ende Juni von der oberen Donauarmee vor Komorn abgeschnitten vereinigte er sich mit der Südarmee Moritz Perczels, zusammen schlugen sie Anfang Juli die Truppen des Banus Jelačić im Gefecht bei Hegyes zurück. Nach der entscheidenden Niederlage der Ungarn bei Timișoara am 9. August, entkam er auf türkischen Boden und wurde, nachdem er zum Islam übergetreten, unter dem Namen Ismael Pascha türkischer General.
Im Krimkrieg mit der Verteidigung der Festung Kars betraut, schlug er im Sommer 1855 den Sturm des russischen Generals Nikolai Nikolajewitsch Murawjow auf dieselbe siegreich ab. Erst als die Hungersnot in der Festung den höchsten Grad erreicht hatte, übergab er das Kommando an den englischen Obersten Fenwick Williams und zog nach Erzurum ab.
Seine Verdienste machte er gegen das englische Blaubuch in einer Verteidigungsschrift unter dem Titel: A narrative of the defence of Kars on the 29. of Sept. 1855, translated from the German of George Kmety." (Lond. 1856) geltend, welcher ein offener Brief an General Williams folgte (1. Aug. 1855). Er wurde später Generalgouverneur von Kastamonu in Kleinasien.